# Église Saint-Pierre d'Oris-en-Rattier
Pour les articles homonymes, voir Église Saint-Pierre.
L'église Saint-Pierre, est une église du XVIIe siècle à Oris-en-Rattier, dans le département de l'Isère. Elle est labellisée Patrimoine en Isère.

## Description architecturale

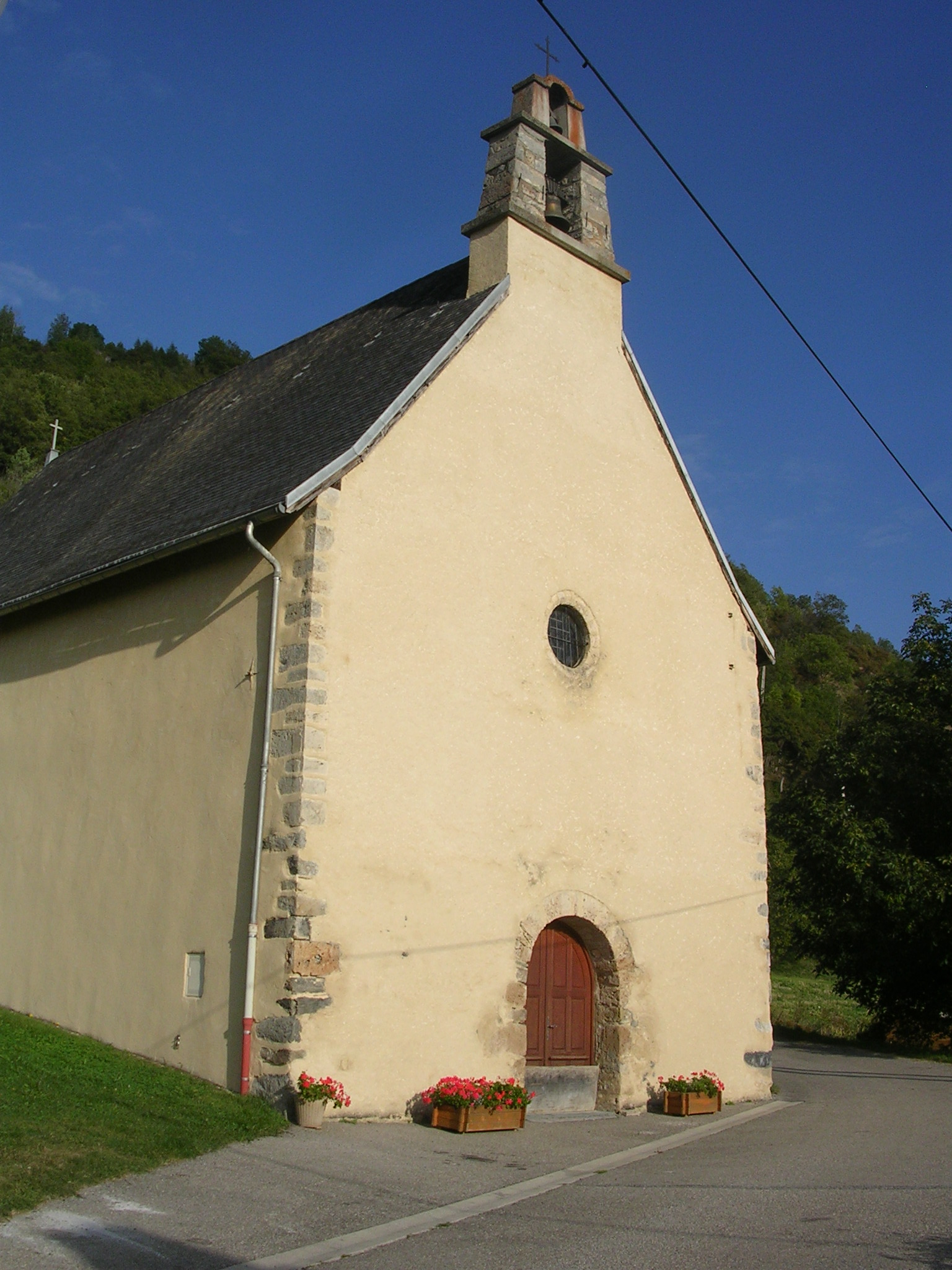

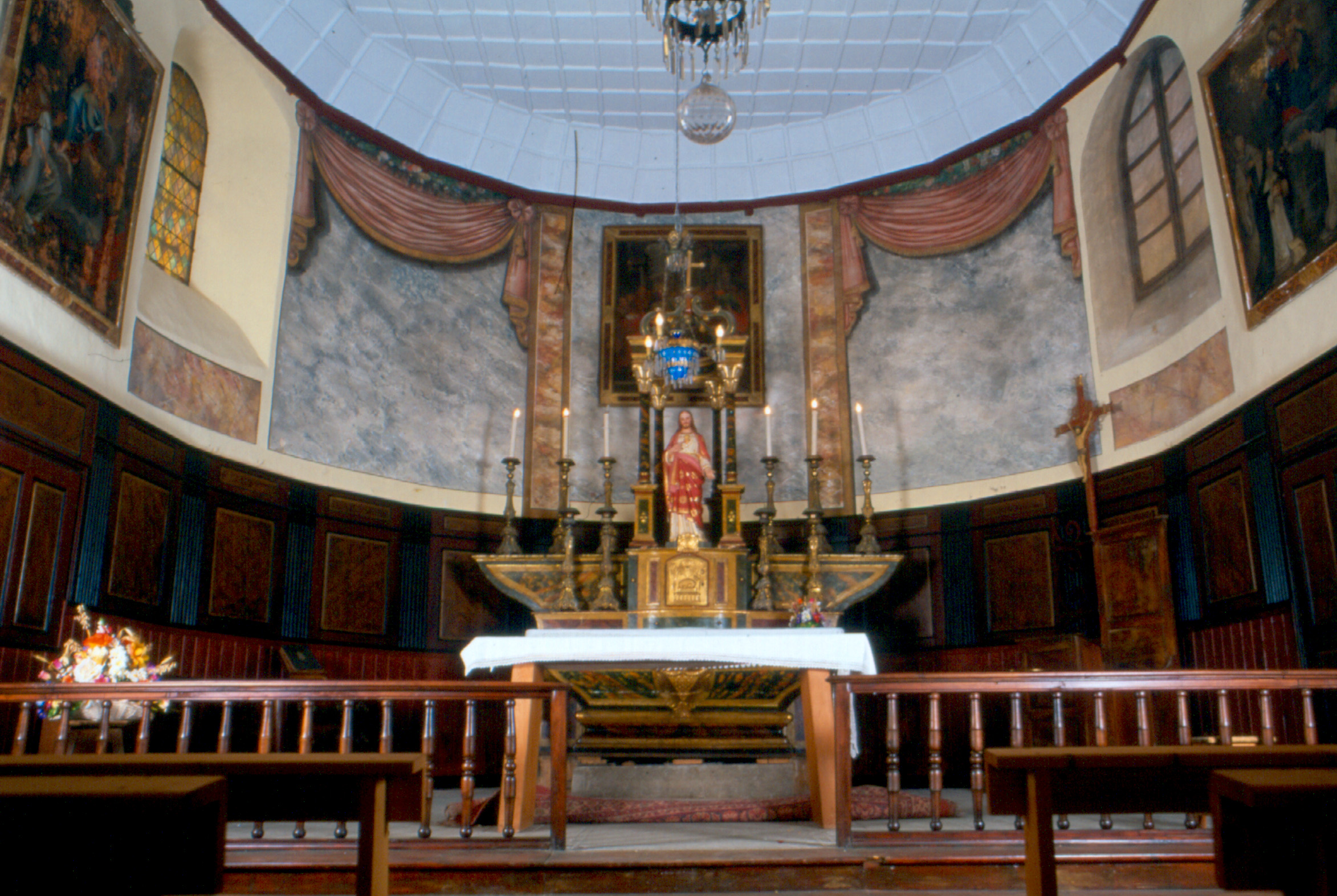